# Chaoborus astictopus
Chaoborus astictopus är en tvåvingeart som beskrevs av Dyar och Shannon 1924. Chaoborus astictopus ingår i släktet Chaoborus och familjen tofsmyggor. Inga underarter finns listade i Catalogue of Life.